# Чижевский район
Чижевский район (бел. Чыжаўскі раён) — район, существовавший в Белостокской области Белорусской ССР в 1940—1944 годах. Центр — посёлок городского типа Чижев.

## История
Чижевский район был образован 15 января 1940 года на части территории упразднённого Высокомазовецкого уезда Белостокской области Указом Президиума Верховного Совета СССР.
К 1 января 1941 года район включал посёлок городского типа Чижев и 18 сельсоветов.
В 1941—1944 годах территория района была оккупирована немецкими войсками.
20 сентября 1944 года Чижевский район, как и большая часть территории всей Белостокской области, был передан из СССР в состав Польши.

## СМИ
В районе в 1941 году издавалась газета «Новая жизнь», а в годы немецкой оккупации подпольная газета «Патриот Родины».